# جونيور جونز
جونيور جونز (بالإنجليزية: Junior Jones)‏ مواليد 20 ديسمبر 1970 في بروكلين، نيويورك، نيويورك، الولايات المتحدة، هو ملاكم أمريكي يصنف ضمن فئة وزن الريشة. حقق بطولة رابطة الملاكمة العالمية وبطولة منظمة الملاكمة العالمية.

## إحصائيات
خاض خلال مسيرته 56 نزالا، فاز في 50 وخسر في 6. فاز بالضربة القاضية في 28 نزالا.

## روابط خارجية
- جونيور جونز على موقع بوكس ريك (الإنجليزية) (registration required)